# Pieve di Coriano
Pieve di Coriano (lombardul: Péf) település Olaszországban, Lombardia régióban, Mantova megyében. Lakosainak száma 1017 fő (2018. január 1.). Pieve di Coriano Ostiglia, Quingentole, Schivenoglia, Villa Poma, Poggio Rusco, Revere és Serravalle a Po községekkel határos.

## Népesség
A település lakossága az elmúlt években az alábbi módon változott:

| 2017 | 1 033 |
| 2018 | 1 017 |